# Közhasznú Családi Könyvtár
A Közhasznú Családi Könyvtár egy 19. század utolsó negyedében megjelent magyar vegyes tartalmú könyvsorozat volt. A sorozatot elsősorban a női olvasóknak szánták. A Franklin Irodalmi és Nyomdai Rt. által Budapesten 1876 és 1899 között kiadott kötetek a következők voltak:
- 1. köt. Verőczy Sándor. Legújabb levelező-könyv a magyar nép számára. (VIII és 160 l.) 1871.
- 2. köt. Verőczy Sándor. Az alkalmas házi ügyvéd és törvényjártas tanácsadó. (VIII és 176 l.) 1871.
- 3. köt. Szász Károly. Magyarország története rövid vonásokban. (VIII és 184 l.) 1871.
- 4–5. köt. Májer István. Regélő István bácsi. Mulatva oktató családkönyv. 2 köt. (324 l.) 1871.
- 6. köt. Vörös Eszter. Gazdasszonyok könyve. (144 l.) 1872.
- 7. köt. Vörös Eszter. Az ügyes szakácsnő. (144 l.) 1872.
- 8–9. köt. K.-Beniczky Irma. Egészség könyve. Egészségi szabályok a leggyakrabban előforduló betegségek s a betegápolásról. 2 köt. (104, 120 l.) 1875.
- 10. köt. K.-Beniczky Irma. A tollasok világa. Útmutatás a baromfi és különféle diszmadarak ápolására és tenyésztésére. (96 l.) 1875.
- 11–12. köt. K.-Beniczky Irma. A mindennapi életből. A nőkről. 2 köt. (96, 96 l.) 1875.
- 13. K.-Beniczky Irma. A divat szélsőségei. Műveltség- és erkölcs-történeti kútfők nyomán. (96 l.) 1876.
- 14. Sikor József dr. Házasodjunk! (108 l.) 1876.
- 15. K.-Beniczky Irma. Gyakorlati széptan. Tekintettel a házi életre. (96 l.) 1876.
- 16. Riecke G. A. dr. Anyák könyve. A gyermek első nevelésének legfontosabb kérdéseiről. Ford. K.-Beniczky Irma. (132 l.) 1876.
- 17. K.-Beniczky Irma. A nők apró kötelmei s ezek fontossága az életben. (112 l.) 1877.
- 18. Klenke Ármin dr. Gyakorlati szépitészet. Az egészség és szépség természetszerü ápolása. – K. után. K.-Beniczky Irma. (117 l.) 1878.
- 19. Steiner János dr. Tanácsok a gyermek természetszerű testi nevelésére. Ford. K.-Beniczky Irma. (112 l.) 1878.
- 20. Klenke Ármin dr. Gyakorlati szépitészet. Az egészség és szépség természetszerű ápolása. – K. után K.-Beniczky Irma. (117 l.) 1878.
- 21. Sikor József. dr. A feleség. (112 l.) 1878.
- 22. Sikor József. A nők előnyei. (99 l.) 1878.
- 23. K.-Beniczky Irma. Illemtan. A társadalmi illemszabályok kézikönyve. Mme D’Alg és Ebhardt Ferencz munkái után. (127 l.) 1880.
- 24. K.-Beniczky Irma. A művészet a házban. Falke munkája után. (127 l.) 1882.
- 25. K.-Beniczky Irma. A leány érzelemvilága. (128 l.) 1882.
- 26. Block Mór. Népszerű nemzetgazdaságtan. A franczia akadémia által a legfelső díjjal koronázott pályamű. A 10. kiad. után ford. Dobóczky Lajos. (112 l.) 1882.
- 27. K.-Beniczky Irma. Életrendtani szakácskönyv. Dr. Wiel munkája után tekintettel a hazai viszonyokra. (135 l.) 1885.
- 28. Nemes György dr. A fontosabb háztartási czikkek vegytana. Hazai és külföldi szakmunkák nyomán. (129 l.) 1885.
- 29. K. Beniczky Irma. A beteg-konyha. Gyakorlati utmutató ételek és italok legcélszerűbb készitésére betegek és lábbadozók számára. Dr. M. Wiel és más orvosi tekintélyek életrendi szabályai szerint. (8-r. 120 l.) 1887.
- 30–31. Kalocsa Róza. A családi boldogság. Mindennemű asszonyok és leányok számára irta –. (192 l.) 1890.
- 32–33. Mathews. Hogyan boldogulunk? A magyar nép számára megirta Gaal Mózes. (208 l.) 1899.